# Begünstigung
Bei der Begünstigung handelt es sich um eine Straftat mehrerer Rechtsordnungen. Sie bedroht mit Strafe, einen Straftäter im Anschluss an seine Tat in der Absicht zu unterstützen, ihm die Vorteile seiner Tat zu sichern.
Im deutschen Strafgesetzbuch (StGB) ist das Delikt im 21. Abschnitt des Besonderen Teils in § 257 StGB geregelt. Dort zählt die Begünstigung ebenso wie die Strafvereitelung (§ 258 StGB), die Hehlerei (§ 259 StGB) und die Geldwäsche (§ 261 StGB) zu den Anschlussdelikten. Sie stellt Hilfeleistungen unter Strafe, die in der Absicht vorgenommen werden, dem Täter der Vortat die Vorteile seiner Tat zu sichern. Die Strafbarkeit der Begünstigung soll verhindern, dass Dritte
zulasten des Opfers und der Rechtspflege einen Straftäter im Anschluss an dessen Tat unterstützen. Damit steht der Tatbestand in engem sachlichen Zusammenhang zur Beihilfe zu einer Straftat (§ 27 StGB), bei welcher die fremde Tatausführung gefördert wird. § 257 StGB ist im Strafgesetzbuch bereits seit dessen Inkrafttreten enthalten. Eine größere strukturelle Änderung erfolgte mit Wirkung zum 1. Januar 1975, wodurch der eigenständige Tatbestand der Strafvereitelung geschaffen wurde.
Für die Begünstigung können eine Freiheitsstrafe bis zu fünf Jahren oder eine Geldstrafe verhängt werden. Die Aufklärungsquote der Begünstigung für die gemeldeten Delikte liegt mit über 90 % auf einem überdurchschnittlichen Niveau.

## Normierung
Der Tatbestand der Begünstigung ist in § 257 StGB normiert und lautet seit seiner letzten Veränderung am 1. Januar 1975 wie folgt:
(2) Die Strafe darf nicht schwerer sein als die für die Vortat angedrohte Strafe.
(3) Wegen Begünstigung wird nicht bestraft, wer wegen Beteiligung an der Vortat strafbar ist. Dies gilt nicht für denjenigen, der einen an der Vortat Unbeteiligten zur Begünstigung anstiftet.
Wegen des Regelstrafrahmens von Freiheitsstrafe bis zu fünf Jahren oder Geldstrafe handelt es sich bei der Begünstigung gemäß § 12 Absatz 2 StGB um ein Vergehen.
In systematischer Hinsicht stellt der Tatbestand der Begünstigung ein abstraktes Gefährdungsdelikt dar: Die Strafandrohung soll verhindern, dass Dritte einen Straftäter dabei unterstützen, aus der Tat erlangte Vorteile für sich zu erhalten. Hierdurch soll zum einen verhindert werden, dass die Wiederherstellung des rechtmäßigen Zustands zulasten des Opfers erschwert wird. Zum anderen soll dem Täter der Anreiz genommen werden, weitere Straftaten zu begehen. Somit schützt § 257 StGB sowohl das Interesse des Opfers der Vortat an der möglichst einfachen Wiederherstellung des rechtmäßigen Zustands als auch das allgemeine Interesse an der möglichst einfachen Aufklärung und Prävention von Straftaten.

## Entstehungsgeschichte
Die Begünstigung wurde wie die übrigen Anschlussdelikte in der Strafrechtswissenschaft ursprünglich als eine besondere Form der Beihilfe betrachtet, weswegen sie nicht in Form eines eigenständigen Straftatbestands, sondern als Form der Beteiligung geregelt war. Im 19. Jahrhundert wurden diese Beteiligungsformen zunehmend als selbstständige Delikte aufgefasst, sodass sie zu Tatbeständen aufgewertet wurden. Diese Entwicklung begann mit der Hehlerei, die im preußischen Strafgesetzbuch von 1851 eine eigene Strafnorm erhielt.
Das Strafgesetzbuch des Deutschen Kaiserreichs (RStGB), das am 1. Januar 1872 in Kraft trat, knüpfte an die Verselbstständigung der Anschlussdelikte an und schuf zusätzlich mit § 257 StGB einen Tatbestand der Begünstigung, der wie folgt lautete:
(2) Die Begünstigung ist straflos, wenn dieselbe dem Thäter oder Theilnehmer von einem Angehörigen gewährt worden ist, um ihn der Bestrafung zu entziehen.
Der frühere § 257 StGB war weiter gefasst als der gegenwärtige, indem er sowohl das Sichern von Tatvorteilen als auch den Schutz des Vortäters vor Strafverfolgung erfasste. Tatbestandsmäßige Unterstützungshandlungen bezogen sich somit sowohl auf die Früchte der Tat (sachliche Begünstigung) als auch auf die Person des Täters (persönliche Begünstigung).
Die Norm des RStGB wurde in das StGB der Bundesrepublik Deutschland ohne Änderung übernommen. Eine Neufassung erfolgte mit Wirkung zum 1. Januar 1975. Hierdurch wurde die persönliche Begünstigung aus § 257 StGB ausgegliedert und in den neu geschaffenen Tatbestand der Strafvereitelung (§ 258 StGB) überführt. Die Begünstigung erfasst seitdem lediglich den Erhalt von Tatvorteilen.

## Objektiver Tatbestand

### Vortat
Die Begünstigung knüpft an die rechtswidrige Tat eines anderen an. Als Vortat kommt gemäß § 11 Absatz 1 Nummer 5 StGB jede Straftat in Betracht. Nicht ausreichend ist demnach eine bloße Ordnungswidrigkeit. Anders als beim Tatbestand der Hehlerei beschränkt sich der Kreis der geeigneten Vortaten bei § 257 StGB nicht auf Straftaten, die sich gegen fremdes Vermögen richten. Die Vortat muss nach deutschem Recht strafbar sein. Ob sie auch durch Strafverfolgungsbehörden verfolgt werden kann, ist nach vorherrschender Auffassung unerheblich. Somit liegt eine Vortat auch dann vor, wenn es beispielsweise an einem notwendigen Strafantrag fehlt oder die Möglichkeit der Strafverfolgung verjährt ist.
Damit ein Delikt Vortat einer Begünstigung sein kann, muss es den Tatbestand eines Strafgesetzes erfüllen sowie in rechtswidriger Weise begangen werden. Im Unterschied zu § 258 StGB fordert § 257 StGB nicht, dass die Tat schuldhaft begangen wird. Dies beruht darauf, dass der Tatbestand der Strafvereitelung die Durchsetzung des Strafanspruchs fördern soll, während § 257 StGB andere Schutzzwecke verfolgt, für die es auf die Schuldhaftigkeit der Tat nicht ankommt. Ebenfalls muss die Vortat nicht vollendet sein, sodass die Begünstigung auch an den Versuch einer Straftat anknüpfen kann. Sofern die Vortat eine objektive Bedingung der Strafbarkeit aufweist, muss diese allerdings eingetreten sein.
Bei der Vortat muss es sich um die Tat eines anderen handeln. Nicht unter § 257 StGB fällt es demnach, wenn sich der Alleintäter der Vortat selbst begünstigt. Hierbei handelt es sich nicht um selbstständiges Unrecht, sondern um eine logische Folge der Vortat, weswegen sie bereits in deren Tatbestand berücksichtigt wird. Sofern der Vortäter sowohl sich selbst als auch einen Dritten begünstigt, handelt er zugunsten eines anderen, weswegen er den Tatbestand des § 257 StGB erfüllt. Er ist jedoch nach § 257 Absatz 3 Satz 1 StGB straflos, da er kein Unrecht verübt, das eine selbstständige Strafandrohung erfordert. Gleiches gilt für eine Person, die lediglich Teilnehmer der Vortat gewesen ist.
Wegen der Parallelen von Begünstigung und Beihilfe ist in der Rechtswissenschaft umstritten, in welchem Verhältnis die Begünstigung zur Beihilfe an der Vortat steht. Diese Abgrenzungsschwierigkeit beruht darauf, dass die Rechtsprechung davon ausgeht, eine Beihilfe könne auch nach Vollendung einer Tat geleistet werden. Diese sukzessive Beihilfe grenzt die Rechtsprechung von der Begünstigung anhand der Willensrichtung des Täters ab: Sofern der Unterstützer die Tat fördern will, liegt eine Beihilfe vor. Sofern er dem Vortäter lediglich die Vorteile seiner Tat erhalten will, liegt hingegen eine Begünstigung vor. Nach anderer Auffassung verdrängt die Beihilfe an der Vortat die Begünstigung. Beiden Auffassungen steht eine Ansicht gegenüber, die die Figur der sukzessiven Beihilfe ablehnt. Nach dieser Auffassung kommen Begünstigung und Beihilfe nicht nebeneinander zum Zug, weswegen sich die Abgrenzungsschwierigkeit nicht ergibt: Sie wendet bis zur Vollendung der Vortat ausschließlich die Beihilfe an, nach deren Vollendung ausschließlich § 257 StGB.
Der Vortäter muss aus seiner Tat einen Vorteil für sich gezogen haben, der ihm rechtlich nicht zusteht. Einen solchen Vorteil stellt beispielsweise die aus einem Diebstahl (§ 242 StGB) erlangte Beute dar. Der Vorteil muss keinen Vermögenswert besitzen, sodass auch beispielsweise eine illegal erlangte Approbation tatbestandsmäßig ist. Der zu sichernde Vorteil muss unmittelbar aus der Tat resultieren. Hieran fehlt es beispielsweise wenn der Täter dem Vortäter den Erlös aushändigt, der aus dem Verkauf von Diebesbeute erzielt worden ist, denn dieser stammt nicht aus dem Diebstahl als Anküpfungstat, sondern aus einer hiervon losgelösten eigenständigen Handlung.

### Hilfeleisten
§ 257 StGB stellt es unter Strafe, dem Vortäter Hilfe zu leisten. Wie bei der Beihilfe handelt es sich hierbei um eine äußerst weit gefasste Tathandlung: Als Hilfeleistung kommt jede Unterstützung des Vortäters im Anschluss an dessen Straftat in Betracht, etwa das Verstecken von Beute oder das Irreführen von Ermittlungsbehörden. Auch ein Unterlassen kann eine Hilfeleistung darstellen, etwa das pflichtwidrige Nichteinschreiten gegen das Verwahren einer Sache durch den Täter.
Umstritten ist in der Rechtswissenschaft, welche Qualität die Handlung haben muss. Nach dem Wortlaut des § 257 Absatz 1 StGB genügt jede Handlung. Bei diesem Befund belässt es eine Auffassung, sodass sie an die Handlung keine weiteren Anforderungen an die Tathandlung stellt. Die vorherrschende Gegenauffassung verlangt demgegenüber, dass sich die Handlung zumindest dazu eignet, dem Vortäter einen Vorteil zu sichern. Nicht erforderlich ist demgegenüber, dass die Tat tatsächlich zu einer Vorteilssicherung führt. Diese Beschränkung beruht auf der Erwägung, dass die Voraussetzungen der Begünstigung nicht geringer sein sollen als die der Beihilfe. Diese setzt voraus, dass sich die Hilfeleistung auf die Tat auswirkt.
Nicht tatbestandsmäßig sind Handlungen, die im Interesse desjenigen liegen, dem der zu sichernde Vorteil von Rechts wegen zusteht. So stellt es beispielsweise kein verbotenes Hilfeleisten dar, wenn jemand wissentlich einen gestohlenen Fernseher repariert oder ein gestohlenes Tier versorgt.

## Subjektiver Tatbestand
Der Täter muss mit Vorsatz hinsichtlich aller objektiver Tatbestandsmerkmale handeln. Hierbei genügt jede Vorsatzform, somit auch Eventualvorsatz. Der Täter muss daher zumindest Kenntnis von den objektiven Tatbestandsmerkmalen haben und den Eintritt des Taterfolgs in Kauf nehmen. Das setzt insbesondere voraus, dass er erkennt, dass Vorteil des Vortäters unmittelbare Folge einer rechtswidrigen Straftat ist. Nicht erforderlich ist hierbei, dass der Täter erkennt, welches Delikt diese Straftat darstellt, sodass ein diesbezüglicher Irrtum des Täters unbeachtlich ist.
Darüber hinaus muss der Täter in der Absicht handeln, dem Vortäter Tatvorteile zu sichern. Dies trifft zu, wenn es dem Täter entscheidend darauf ankommt, dem Vortäter durch seine Handlung die Vorteile, die aus der Vortat herrühren, zu sichern.

## Prozessuales und Strafzumessung
Die Tat wird grundsätzlich als Offizialdelikt von Amts wegen verfolgt, sodass es eines Strafantrags nicht bedarf. § 257 Absatz 4 StGB nennt abweichend hiervon zwei Fälle, in denen ein Strafantrag erforderlich ist: Zum einen ist dies der Fall, wenn ein Strafantrag zur Verfolgung der Tat erforderlich ist, auf die sich die Begünstigungshandlung bezieht. Zum anderen bedarf es aufgrund des Verweises auf § 248a StGB eines Antrags, wenn die Begünstigung lediglich einen geringen Schaden verursacht und kein besonderes öffentliches Interesse an der Tat besteht. Maßstab hierbei ist allein die Schädigung, die durch die Begünstigung eintritt, sodass § 257 Absatz 4 Satz 2 StGB auch den Fall erfasst, indem sich die Vorteilssicherung auf einen geringwertigen Teil einer hochwertigen Tatbeute bezieht.
Diese Regelungen sollen sicherstellen, dass der Täter der Begünstigung nicht schärfer haftet als der Täter der Vortat. Diesen Zweck verfolgt auch § 257 Absatz 2 StGB, nach dem die Strafe für die Begünstigung nicht höher ausfallen darf als die Strafe, mit der das Grunddelikt bedroht ist.
Nach § 257 Absatz 3 Satz 1 StGB wird wegen Begünstigung nicht bestraft, wer bereits wegen Beteiligung an der Vortat strafbar ist. Hiervon macht § 257 Absatz 3 Satz 2 StGB eine Ausnahme: Er bestimmt, dass sich ein Vortäter wegen Anstiftung zur Begünstigung strafbar macht, indem er einen an der Vortat Unbeteiligten dazu bewegt, Tatvorteile zu sichern. Diese Ausnahme beruht auf dem Vorwurf an den Vortäter, einen Unbeteiligten zu strafrechtlichem Unrecht zu veranlassen.
Da die Begünstigung aufgrund ihres Strafrahmens ein Vergehen darstellt, folgt die Strafbarkeit des Versuchs nicht bereits aus § 23 Absatz 1 StGB, sondern bedarf der expliziten Anordnung. An einer solchen fehlt es. Der Versuch der Begünstigung ist damit straflos.
Die Begünstigung ist sowohl vollendet als auch beendet, sobald der Täter seine Handlung vorgenommen hat. Ab diesem Zeitpunkt beginnt gemäß § 78a StGB die Verfolgungsverjährung. Diese beträgt gemäß § 78 Absatz 3 Nummer 4 StGB fünf Jahre. Die Verjährung der Begünstigung beginnt unabhängig von der Verjährung der Vortat.
Eine Möglichkeit der Strafmilderung oder -aufhebung durch tätige Reue sieht § 257 StGB nicht vor. Umstritten ist in der Rechtswissenschaft, ob die Reuebestimmungen anderer Delikte auf § 257 StGB analoge Anwendung finden. Befürworter führen an, dass eine solche Regelung geboten wäre, da das ähnlich strukturierte Delikt der Geldwäsche eine entsprechende Bestimmung vorsieht. Andere Stimmen wenden hiergegen ein, dass sich der Gesetzgeber bei der Begünstigung bewusst gegen eine solche Bestimmung entschieden habe.

## Gesetzeskonkurrenzen
Werden bei der Begehung einer Begünstigung weitere Delikte verwirklicht, stehen diese Delikte zueinander in Gesetzeskonkurrenz. Werden durch eine Begünstigungshandlung andere Tatbestände mitverwirklicht, stehen diese zur Begünstigung in Tateinheit (§ 52 StGB). Häufig trifft dies auf Aussagedelikte und andere Anschlussdelikte zu. Sofern es unklar ist, ob die Handlung des Täters eine Begünstigung oder ein anderes Delikt darstellt, kommt eine Wahlfeststellung in Betracht, sofern das andere Delikt mit der Begünstigung vergleichbar ist. Dies trifft beispielsweise auf den Diebstahl, Strafvereitelung und Hehlerei zu.

## Kriminologie
Das Bundeskriminalamt gibt jährlich eine Statistik über alle in Deutschland gemeldeten Straftaten heraus, die Polizeiliche Kriminalstatistik. Seit 1993 wird das gesamte Bundesgebiet erfasst. In den Statistiken von 1991 und 1992 wurden die alten Bundesländer und das gesamte Berlin erfasst. Frühere Statistiken erfassen lediglich die alten Bundesländer.
Die Begünstigung wird in der Statistik gemeinsam mit den übrigen Anschlussdelikten erfasst. Deren Aufklärungsquote ist mit durchgängig über 90 % im Vergleich zu anderen Delikten überdurchschnittlich hoch.
|      | Erfasste Fälle | Erfasste Fälle        | Erfasste Fälle                                |                  |
| Jahr | Insgesamt      | Pro 100.000 Einwohner | Anteil der versuchten Taten (absolut/relativ) | Aufklärungsquote |
| ---- | -------------- | --------------------- | --------------------------------------------- | ---------------- |
| 1987 | 30.445         | 49,8                  | 1.677 (5,5 %)                                 | 99,5 %           |
| 1988 | 28.961         | 47,3                  | 1.672 (5,8 %)                                 | 99,1 %           |
| 1989 | 24.516         | 39,7                  | 1.513 (6,2 %)                                 | 99,1 %           |
| 1990 | 23.060         | 36,8                  | 1.517 (6,6 %)                                 | 99,2 %           |
| 1991 | 24.813         | 38,2                  | 1.380 (5,6 %)                                 | 98,3 %           |
| 1992 | 28.275         | 43,0                  | 1.315 (4,7 %)                                 | 99,4 %           |
| 1993 | 26.541         | 32,8                  | 1.379 (5,2 %)                                 | 99,1 %           |
| 1994 | 25.714         | 31,6                  | 1.508 (5,9 %)                                 | 98,9 %           |
| 1995 | 28.525         | 35,0                  | 1.762 (6,2 %)                                 | 98,7 %           |
| 1996 | 30.273         | 37,0                  | 1.758 (5,8 %)                                 | 99,2 %           |
| 1997 | 29.258         | 35,7                  | 1.733 (5,9 %)                                 | 98,5 %           |
| 1998 | 30.569         | 37,3                  | 2.003 (6,6 %)                                 | 98,5 %           |
| 1999 | 29.491         | 35,9                  | 1.881 (6,4 %)                                 | 98,0 %           |
| 2000 | 29.479         | 35,9                  | 1.879 (6,4 %)                                 | 97,8 %           |
| 2001 | 29.033         | 35,3                  | 1.828 (6,3 %)                                 | 97,6 %           |
| 2002 | 28.192         | 34,2                  | 1.842 (6,5 %)                                 | 97,4 %           |
| 2003 | 28.459         | 34,5                  | 1.815 (6,4 %)                                 | 97,4 %           |
| 2004 | 28.191         | 34,2                  | 1.905 (6,8 %)                                 | 97,9 %           |
| 2005 | 28.950         | 35,1                  | 1.906 (6,6 %)                                 | 96,6 %           |
| 2006 | 28.964         | 35,1                  | 2.012 (6,9 %)                                 | 97,0 %           |
| 2007 | 27.109         | 32,9                  | 2.219 (8,2 %)                                 | 97,0 %           |
| 2008 | 25.520         | 31,0                  | 2.333 (9,1 %)                                 | 97,0 %           |
| 2009 | 25.791         | 31,5                  | 2.546 (9,9 %)                                 | 96,5 %           |
| 2010 | 26.862         | 32,8                  | 2.502 (9,3 %)                                 | 95,7 %           |
| 2011 | 28.759         | 35,2                  | 2.935 (10,2 %)                                | 95,0 %           |
| 2012 | 28.416         | 34,7                  | 2.698 (9,5 %)                                 | 95,0 %           |
| 2013 | 30.879         | 38,3                  | 2.814 (9,1 %)                                 | 95,0 %           |
| 2014 | 30.502         | 37,8                  | 2.567 (8,4 %)                                 | 95,1 %           |
| 2015 | 29.890         | 36,8                  | 2.375 (7,9 %)                                 | 94,8 %           |
| 2016 | 31.120         | 37,9                  | 2.377 (7,6 %)                                 | 93,0 %           |

## Rechtslage in anderen Staaten
Anders als in Deutschland ist die Begünstigung in Österreich und der Schweiz ausgestaltet. Dort wird sie den Delikten gegen die Rechtspflege zugeordnet. Sie stellt es unter Strafe, jemanden der Strafverfolgung, dem Strafvollzug oder dem Vollzug einer Maßnahme zu entziehen. Im deutschen Recht wird dies vom Tatbestand der Strafvereitelung erfasst.